# Вольная Слобода
Вольная Слобода (укр. Вільна Слобода) — село,
Вольнослободский сельский совет,
Глуховский район,
Сумская область,
Украина.
Код КОАТУУ — 5921581501. Население по переписи 2001 года составляло 443 человека.
Является административным центром Вольнослободского сельского совета, в который, кроме того, входит село
Малая Слободка.

## Географическое положение
Село находится в 1,5 км от правого берега реки Локня.
На расстоянии в 1 км расположено село Малая Слободка.
По селу протекает пересыхающий ручей с запрудами.
Около села расположено много ирригационных каналов.
Рядом проходит автомобильная дорога М-02 (E 101).

## История
- Село известно с 1781 года как Полковничья Слобода.
- 1921 — переименовано в Свободная Слобода.

## Экономика
- Молочно-товарная ферма.
- «Слободская», ЧП.
- КСП «Россия».

## Объекты социальной сферы
- Школа I—II ст.

## Достопримечательности
- Братская могила советских воинов.